# Hanseniella orientalis
Hanseniella orientalis är en mångfotingart som först beskrevs av Hansen 1903.  Hanseniella orientalis ingår i släktet syddvärgfotingar, och familjen snabbdvärgfotingar. Inga underarter finns listade i Catalogue of Life.